# Stadtpfarrkirche Mariä Himmelfahrt (Berching)

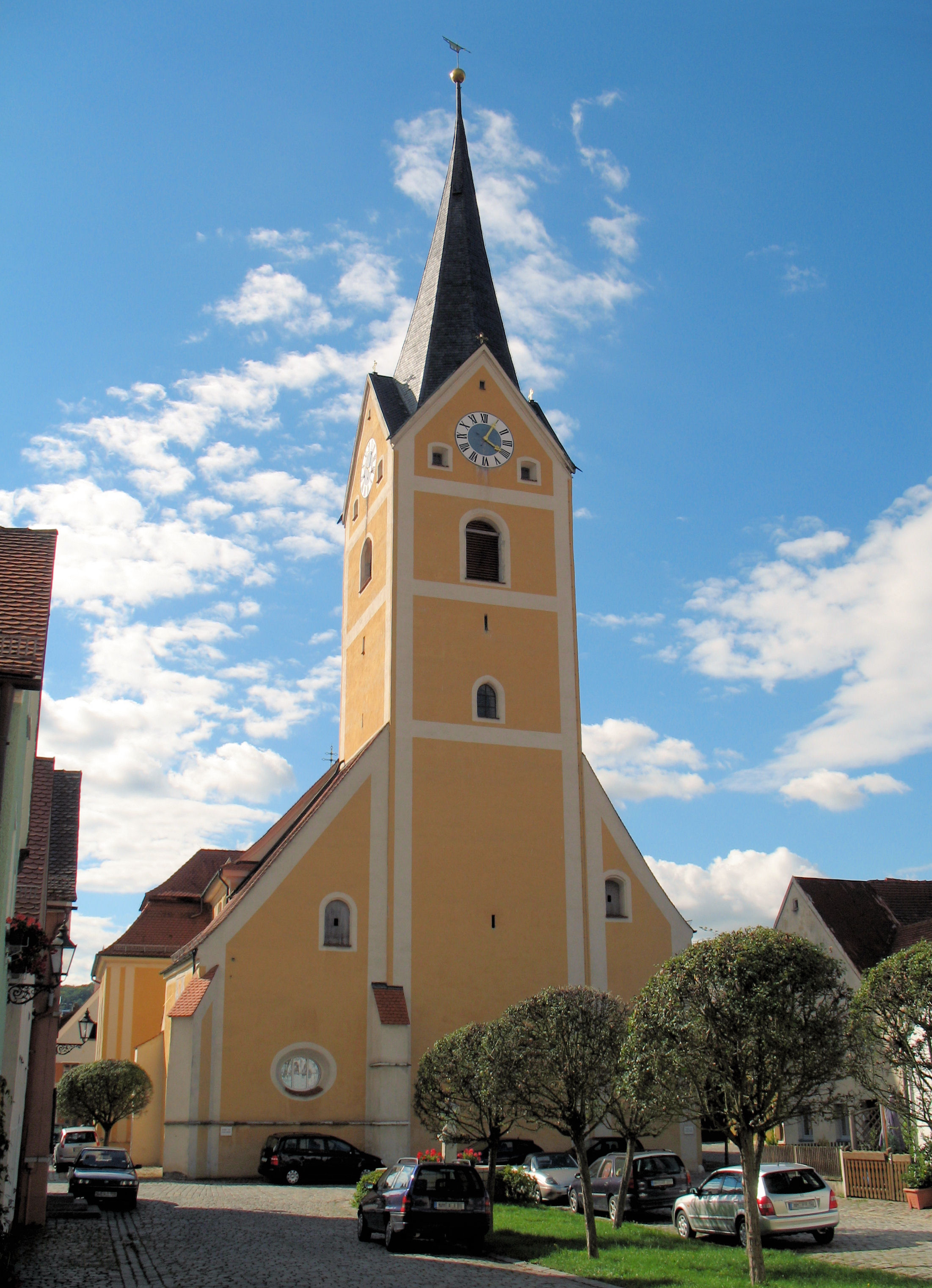
Außenansicht der Stadtpfarrkirche Mariä Himmelfahrt von Osten

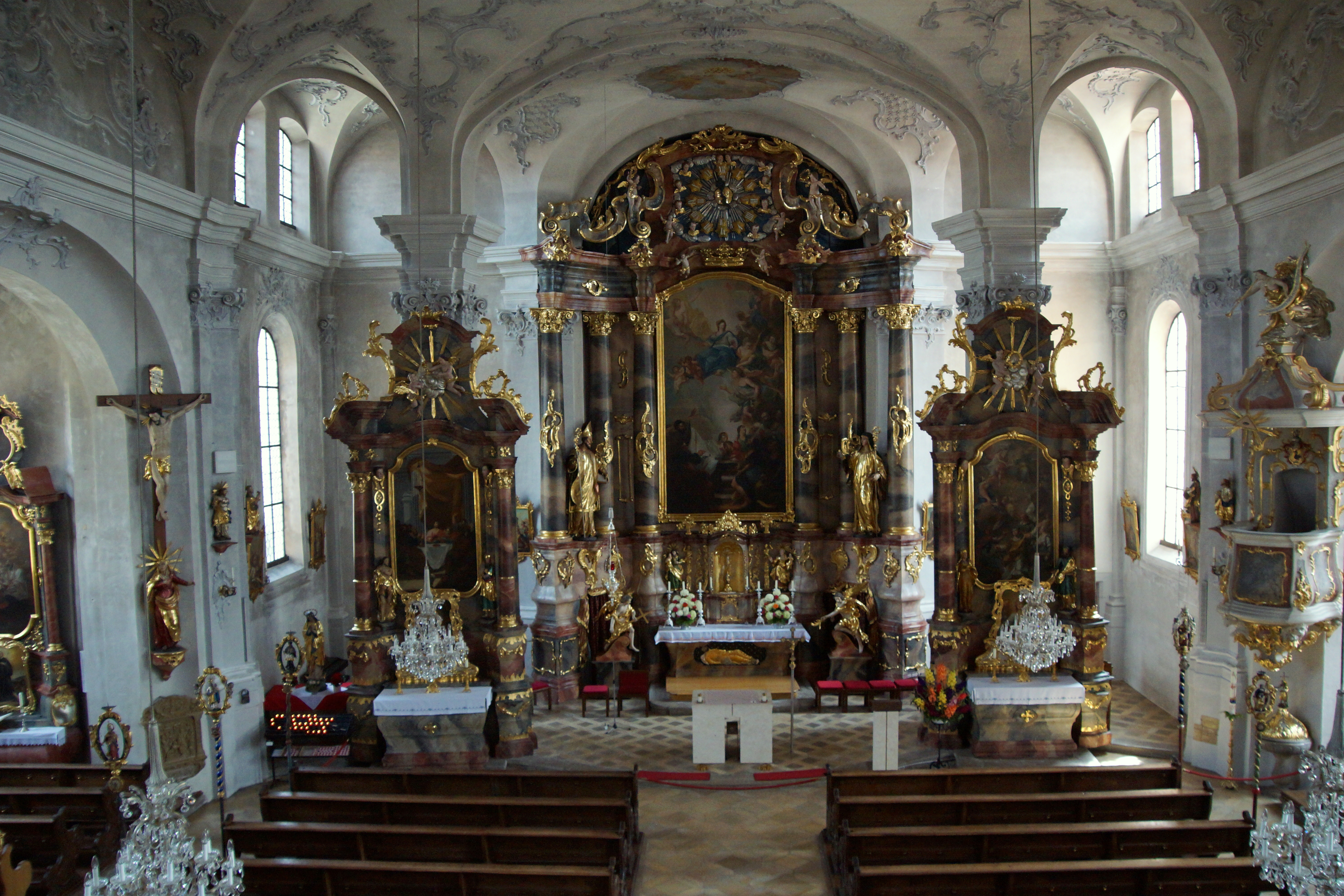
Innenansicht

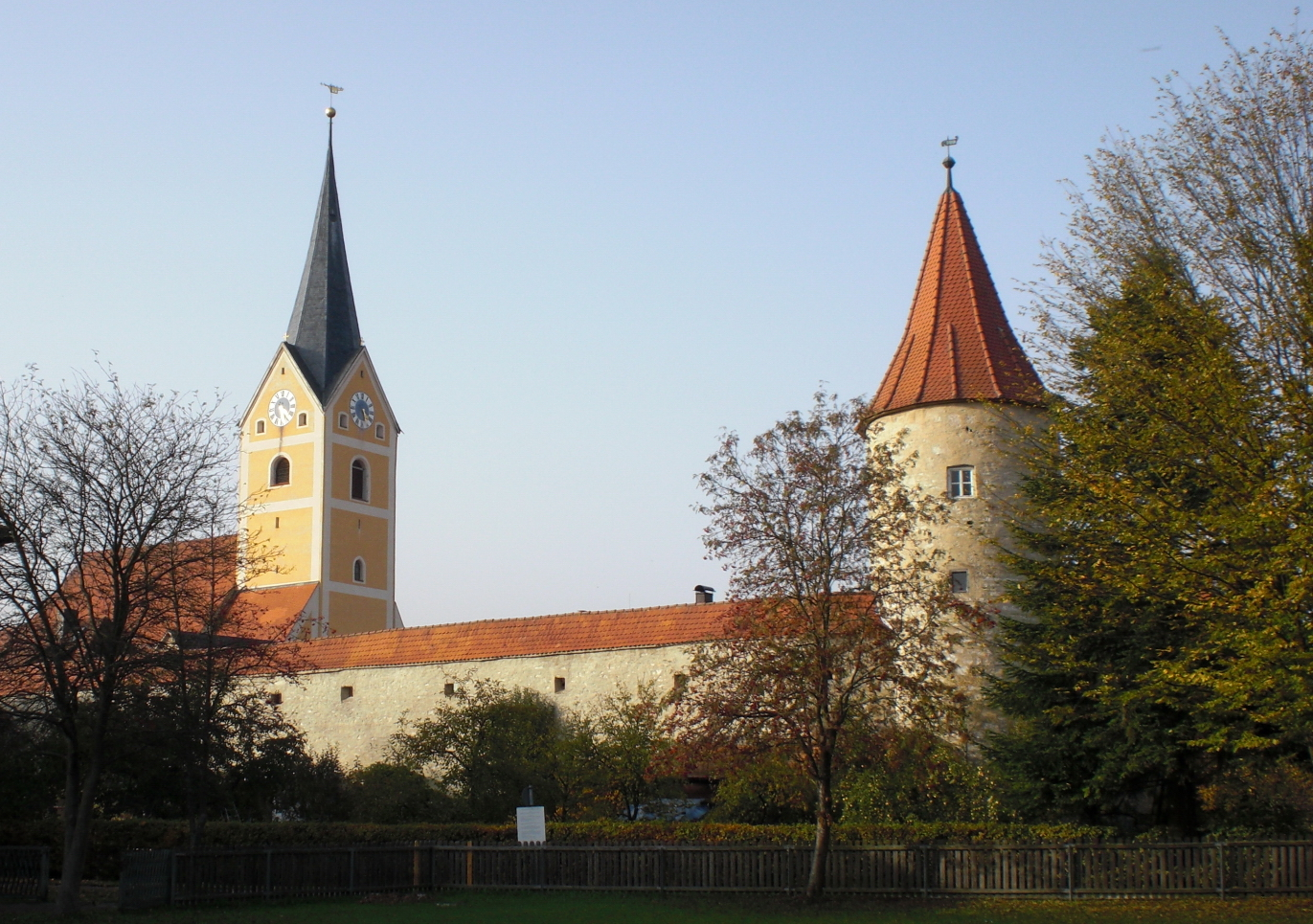
Stadtmauer mit Badturm und Stadtpfarrkirche Mariä Himmelfahrt in Berching

Die römisch-katholische Stadtpfarrkirche Mariä Himmelfahrt in Berching, einer Stadt im bayerischen Landkreis Neumarkt in der Oberpfalz, geht auf eine frühgotische Chorturmkirche zurück und erhielt Mitte des 18. Jahrhunderts, also in der Stilepoche des Rokoko, im Wesentlichen seine heutige Form. Auch die Innenausstattung ist sehr einheitlich im Rokokostil gehalten. Die Berchinger Stadtpfarrkirche ist einer der bedeutendsten Kirchenbauten des 18. Jahrhunderts im Bistum Eichstätt. Außerdem gilt sie als das gelungenste Werk des fürstbischöflichen Hofbaudirektors Maurizio Pedetti, da sie für damalige Verhältnisse sehr unkonventionell ausgeführt ist, aber dennoch einen harmonischen Gesamteindruck erweckt.

## Lage
Die Stadtpfarrkirche Mariä Himmelfahrt befindet sich in der historischen Altstadt von Berching (Ensembleschutz E-3-73-112-1), die zwischen dem Ende des 20. Jahrhunderts erbauten Main-Donau-Kanal und dem Flüsschen Sulz eingeschlossen ist, auf einer Höhe von 385 m ü. NN. Der Kirchenbau steht im südöstlichen der durch die beiden sich kreuzenden Hauptstraßenzüge der Innenstadt gebildeten Viertel. Er ist auf drei Seiten von Wohnhäusern umschlossen; lediglich auf der Ostseite, vom Dr.-Grabmann-Platz aus, öffnet sich der Blick auf die schlichte Ostfassade mit dem Chorturm und den beidseitigen Sakristeianbauten.

## Geschichte
Der Kirchenbau geht auf eine frühgotische Chorturmkirche zurück, die erstmals 1422 als „Liebfrauenkapelle“ urkundlich erwähnt wurde. Noch 1488 wurde die heutige Stadtpfarrkirche als „capella“ bezeichnet, war also ein eher unbedeutendes Gotteshaus. Bereits um 1515 wurde dieses jedoch durch eine Prädikantenstelle stark aufgewertet und durch den Anbau zweier Seitenkapellen erweitert. Im Jahr 1519 übertrug man schließlich den Pfarrsitz von der außerhalb der Stadtbefestigung gelegenen St.-Lorenz-Kirche hierher. Wie sich wenig später herausstellte, war dieser Zeitpunkt sehr günstig gewählt, da Berching 1524/25 im Zuge des Deutschen Bauernkriegs von der „Mässinger Haufe“ heimgesucht wurde, den die Stadt aber dank ihrer hohen Mauer und ihrer mutigen Bürgerwehr weitgehend unbeschadet überstand.
Dagegen wurde der Kirchenbau im Dreißigjährigen Krieg stark in Mitleidenschaft gezogen. Zwischen 1661 und 1663 wurden erste Reparaturen vorgenommen. In den Jahren 1684/85 ließ man die Stadtpfarrkirche, wie zuvor bereits St. Lorenz, von Johann Baptist Camesino, Architekt des Hochstifts Eichstätt, umbauen. Die Pläne hierfür hatte Jakob Engels erstellt. Es entstanden zwei rechteckige Kapellenanbauten am Ostende des Schiffs mit halbrunden Conchen im Inneren, ein neuer Chor im Turmerdgeschoss sowie ein neues Portal.

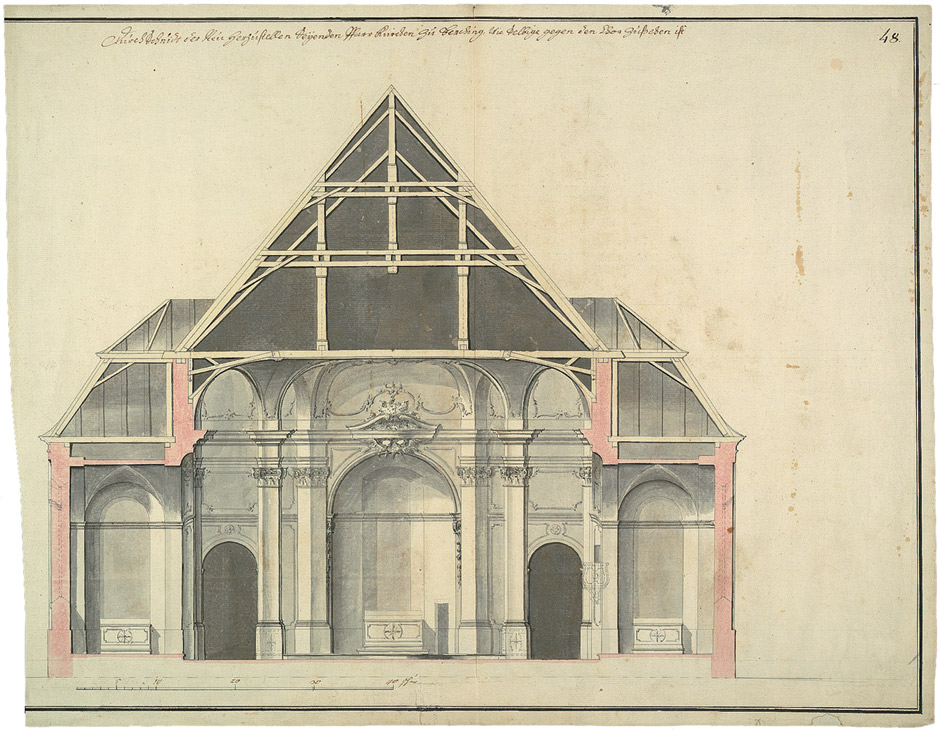
Aufrisszeichnung für den Umbau der Stadtpfarrkirche zu Berching von Maurizio Pedetti (1751)

Allerdings wies die Kirche bereits im Jahr 1742 wieder derartige Schäden auf, dass die Berchinger Bürger beim Fürstbischof Johann Anton II. von Freyberg in Eichstätt um einen Neubau baten. Daraufhin wurden von namhaften Baumeistern, dem fürstbischöflichen Hofbaudirektor Gabriel de Gabrieli, dem Bauinspektor Matthias Seybold und dem Ingolstädter Stadtmaurermeister Michael Anton Prunnthaler Gutachten erstellt, die alle zu dem Schluss kamen, dass ein Neubau angezeigt sei. Dieser wurde jedoch von keinem der Drei ausgeführt. So wandte sich die Bürgerschaft im März 1750 erneut an den Fürstbischof, der sich nun persönlich nach Berching begab, um sich ein Bild von der baufälligen Stadtpfarrkirche zu machen. Er erteilte sodann dem neuen Hofbaudirektor Maurizio Pedetti den Auftrag, sich des Gotteshauses anzunehmen. Dieser sah jedoch keinen Neubau vor, sondern fand vielmehr eine elegante Umbaulösung unter Berücksichtigung der baulichen Randbedingungen. So war eine Erweiterung in Längsrichtung aufgrund der dichten Bebauung westlich der Kirche nicht möglich. Stattdessen wurde eine Verbreiterung des Gotteshauses gewählt. Dazu fügte man seitlich zwei neue Kapellenanbauten, die im Kircheninneren ähnlich wie ein Querschiff wirken, und einen flachen westlichen Anbau mit abgeschrägten Ecken an. Dieser Plan von 1751/53 wurde in den Jahren 1755 bis 1758 ausgeführt. Am 15. Mai 1760 konsekrierte Fürstbischof Raymund Anton von Strasoldo die umgebaute Stadtpfarrkirche, die in dieser Form im Wesentlichen noch heute besteht. Die Ausstattung des Gotteshauses im Stile des Rokoko zog sich noch bis etwa 1785 hin.
Die letzten Umbaumaßnahmen liegen noch nicht sehr lange zurück. So wurde im Jahr 1974 eine Außenrenovierung und 1982/83 eine Innenrenovierung durchgeführt. In den Jahren 2014/15 wurden umfangreiche Wasserschäden beseitigt, die Außenfassade erneuert und das Dach saniert.

## Architektur

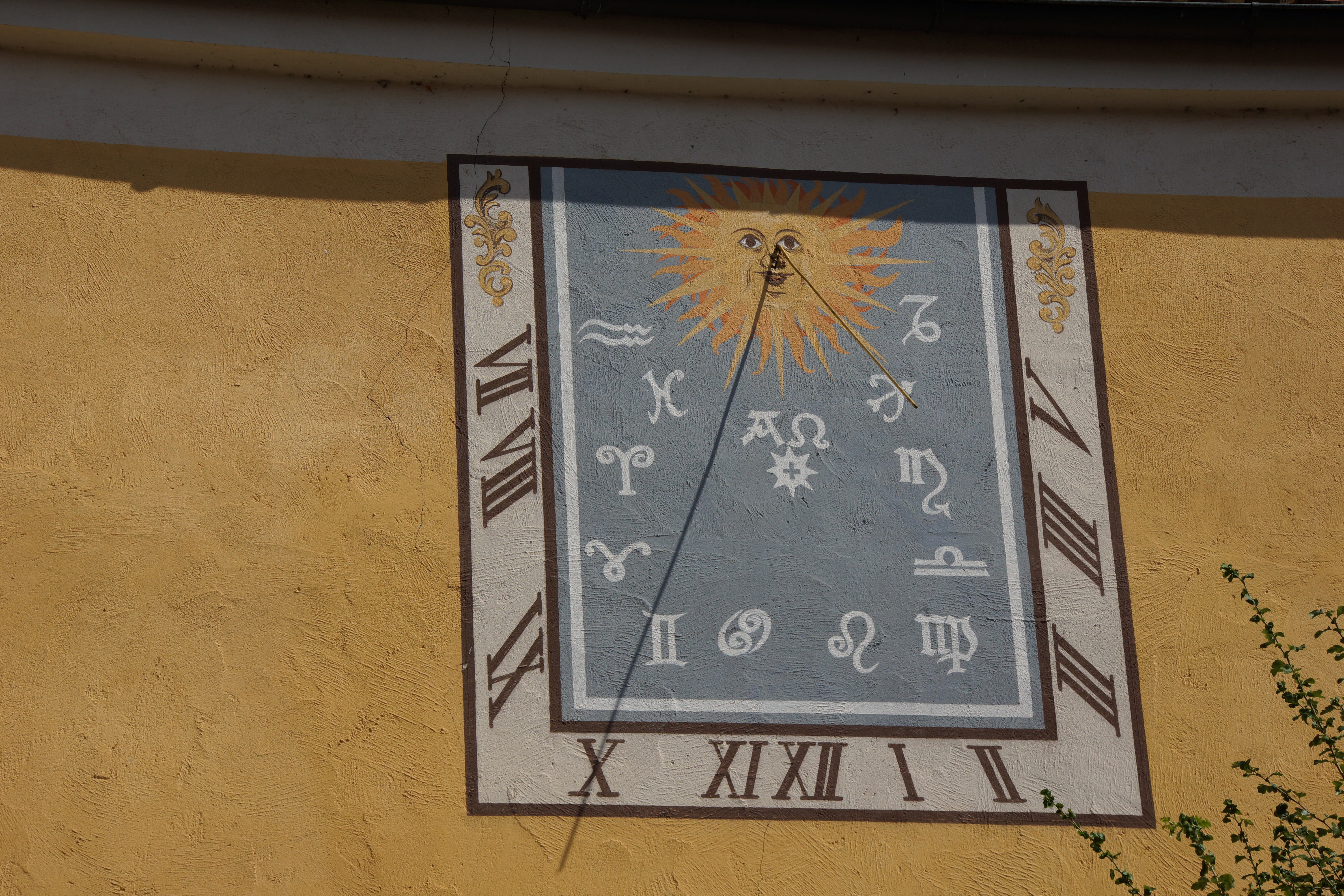
Sonnenuhr am südlichen Sakristeianbau

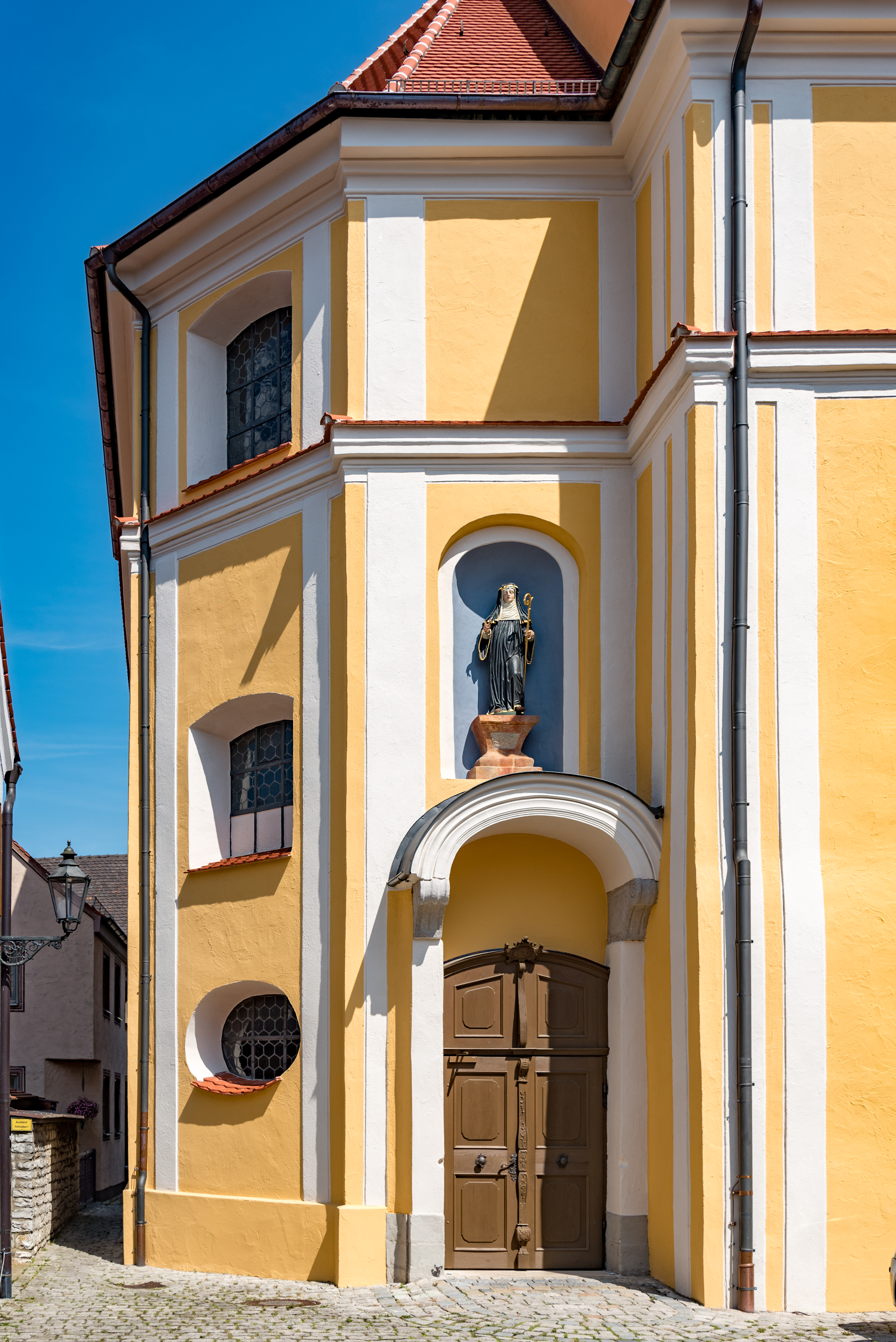
Westlicher Anbau von Süden, oberhalb des Portals Figur der heiligen Walburga

### Außenbau
Die Stadtpfarrkirche weist in vielerlei Hinsicht eine unkonventionelle bauliche Ausführung auf. Der Grundriss ließe auf den ersten Blick vermuten, dass der Chorraum nach Westen ausgerichtet ist. Der dortige Anbau mit abgeschrägten Ecken, der in der Zeit des Rokokoumbaus angefügt wurde, – man könnte meinen, es handle sich um ein dreiseitig schließendes Presbyterium – nimmt lediglich die beiden Kirchenportale auf der Nord- und Südseite sowie die Orgelempore auf. Dagegen befindet sich der Chor, wie zur damaligen Zeit üblich, auf der Ostseite, die sich jedoch von außen betrachtet eher wie eine Portalfassade ausnimmt. Der mittig angeordnete Chorturm wird von zwei Sakristeianbauten eingerahmt. An der Außenwand der südlichen Sakristei befindet sich eine Sonnenuhr. Der Turm rührt noch von einem frühgotischen Bau her, das Glockengeschoss mit den Klangarkaden wurde wohl in der zweiten Hälfte des 16. Jahrhunderts aufgesetzt. Oberhalb von vier Dreiecksgiebeln, die je eine Turmuhr enthalten, ragt der achtseitige Spitzhelm auf.
Das Langhaus, das in der Substanz bis in die Zeit um 1500 zurückreicht, besitzt nach Norden und Süden ausgreifende Seitenkapellen, deren Größe vor allem im Inneren das Vorhandensein eines zentralen Querschiffs suggeriert. Während das Langhaus von einem hohen Satteldach überspannt wird, sind die Dächer der Seitenschiffe deutlich niedriger und außen abgewalmt. Der Außenbau ist insgesamt durch flache Pilaster und Lisenen gegliedert, die sich wie die Fensterumrahmungen mit ihrer weißen Farbe vom Gelbton der Wände abheben. Über den beiden Portalen befinden sich in Nischen Holzfiguren der Bistumspatrone Willibald (Nordseite) und Walburga (Südseite).

### Innenraum
Der weite, lichte Innenraum wird von einer Flachtonne mit Stichkappen überspannt und durch ein auf Pilastern ruhendes, umlaufendes Gebälk sowie rundbogig abschließende Fensteröffnungen gegliedert. Der Chorraum befindet sich seit dem Rokokoumbau nicht mehr im Turmerdgeschoss, das für den jetzigen Hochaltar auch deutlich zu klein bemessen wäre, sondern ist in den Raum vorgerückt und wird durch zwei filigrane, quadratische Freipfeiler optisch begrenzt. An diese Pfeiler lehnen sich die äußerst flach ausgeführten Seitenaltäre an. Die beiden Seitenkapellen auf der Nord- und Südseite, jeweils von einer Quertonne überwölbt, öffnen sich rundbogig zum Hauptraum. Im westlichen Anbau befindet sich vor beiden Portalen je ein kleiner Windfang; außerdem enthält er die Orgelempore.

## Ausstattung

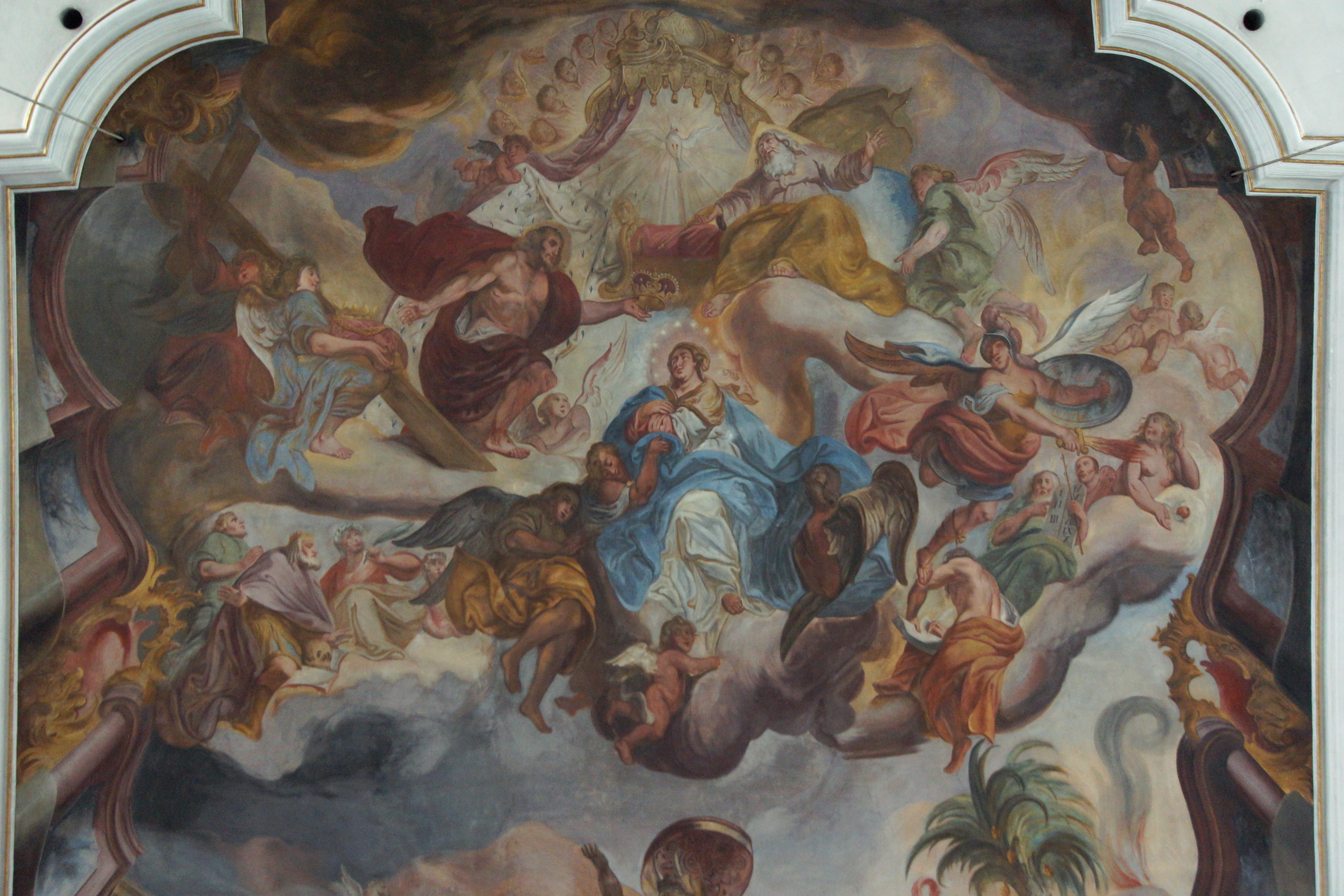
Deckenfresko der Krönung Mariens von Johann Michael Baader (1758) – obere Hälfte

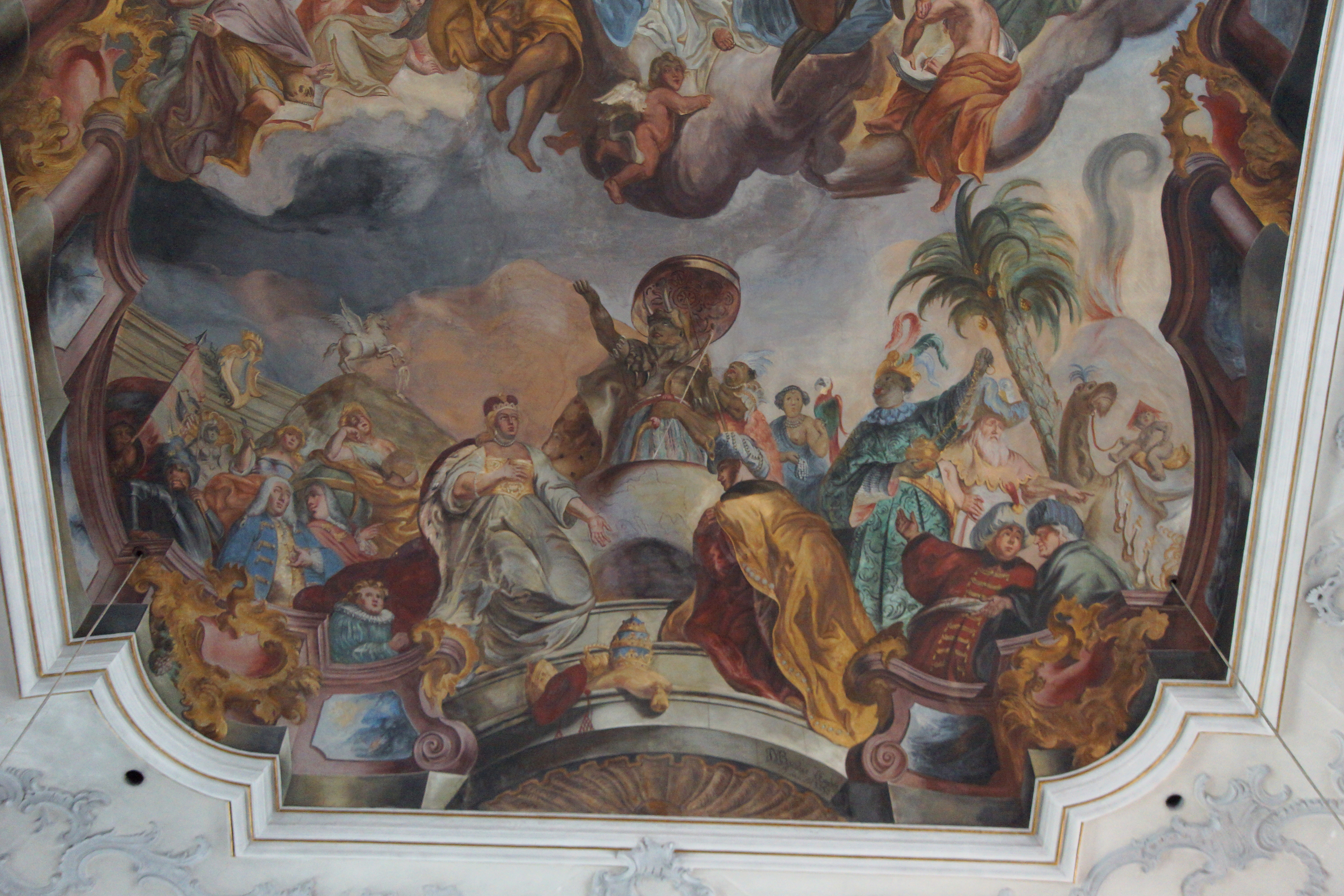
Deckenfresko der Krönung Mariens von Johann Michael Baader (1758) – untere Hälfte

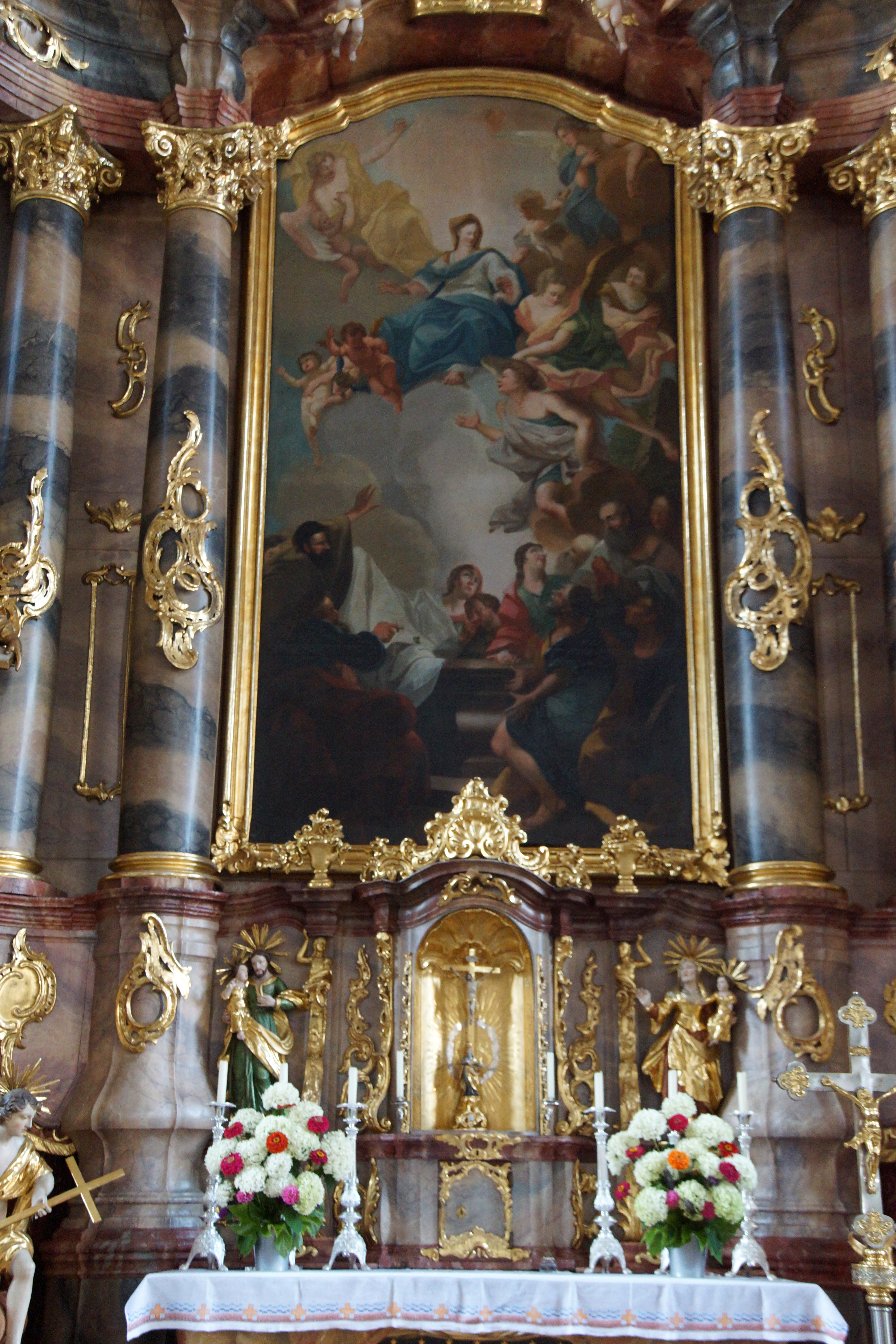
Tabernakel und Hauptgemälde der Himmelfahrt Mariens (1779) am Hochaltar

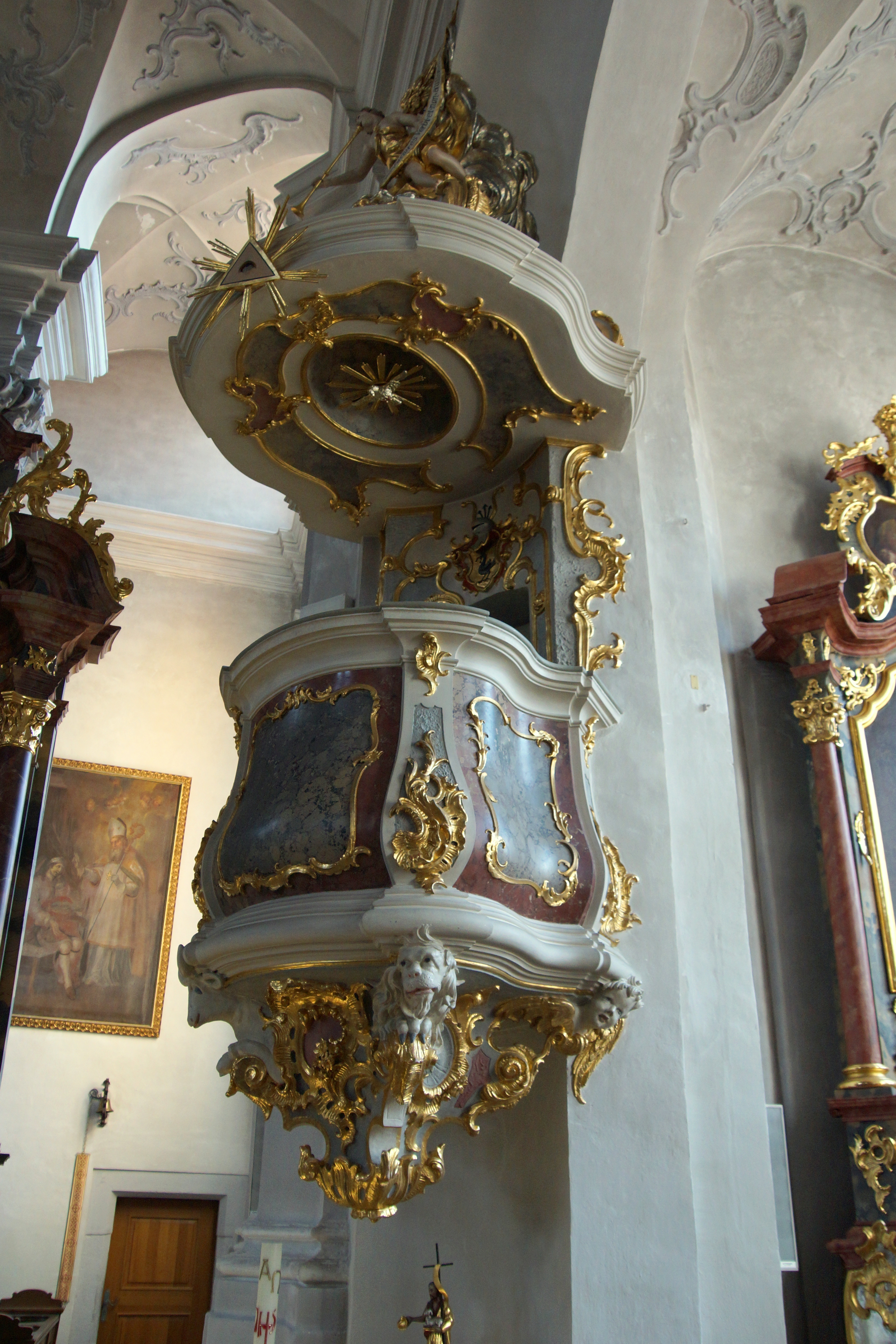
Rokokokanzel von Matthias Seybold (um 1760)

### Stuck und Fresken
Wie die weiße Fassung der Raumschale gehen auch die reichen, grau getönten Stuckaturen an Wänden und Decke, die im altbairischen Zopfstil ausgeführt sind, auf den Künstler Johann Michael Berg zurück. Teilweise wird als Schöpfer dieser Stuckaturen, die in den Jahren 1757/58 ausgeführt wurden, auch der Eichstätter Hofbildhauer Michael Seybold genannt.
Von besonders reichem Rocaille-Stuck ist das große Deckenfresko von Johann Michael Baader aus dem Jahr 1758 eingerahmt. Es zeigt die himmlische Krönung Mariens durch Gott Vater und Jesus Christus. Vertreter der vier zur damaligen Zeit bekannten Erdteile Europa, Afrika, Asien und Amerika huldigen der Gottesmutter, ebenso der Harfe spielende König David sowie zahlreiche Engel auf Gewölk. Am oberen Bildrand ist unter einem Baldachin die Heilig-Geist-Taube dargestellt, welche die Heilige Dreifaltigkeit vervollständigt. Über der Orgelempore ist ein weiteres, etwas kleineres Fresko zu sehen. Das geschwungen berandete Bild zeigt den Harfe spielenden König David inmitten eines Engelskonzerts.

### Altäre
Der Innenraum wird von dem Rokoko-Hochaltar dominiert, der in Gestaltung und Farbgebung perfekt mit den Seitenaltären harmoniert. Der konkave Altaraufbau wird von sechs Kompositsäulen getragen, die – typisch für das Hochstift Eichstätt – in opaken Brauntönen gehalten sind. Oberhalb des vergoldeten Tabernakels mit Aussetzungsnische befindet sich das große Altarblatt mit einem Gemälde des Eichstätter Malers Willibald Wunderer von 1779. Es zeigt das Patroziniumsereignis, Mariä Aufnahme in den Himmel. Auf dem von Voluten begleiteten Altarauszug befindet sich eine Uhr, deren Zifferblatt mit einem Strahlenkranz hinterlegt ist. Rundum sind zehn Puttenköpfe und zwei vollplastische Engelchen angeordnet. Das Hochaltarblatt flankieren überlebensgroße Figuren der Bistumspatrone Willibald (links) und Walburga (rechts).
Die beiden Seitenaltäre vor den quadratischen Freipfeilern haben jeweils zwei Säulen und sind damit zwar zurückhaltender, aber in einem sehr ähnlichen Stil wie der Hochaltar ausgeführt. Die Altarblätter wurden ebenfalls von Willibald Wunderer geschaffen. Am nördlichen (linken) Seitenaltar ist im Hauptgemälde das Letzte Abendmahl dargestellt, Seitenfiguren sind der heilige Johannes der Täufer und Moses. Der südliche (rechte) Seitenaltar zeigt im Hauptbild die Vierzehn Nothelfer, flankiert von Figuren der Eltern Mariens, der Heiligen Anna und Joachim.
In den beiden Seitenkapellen befinden sich jeweils an der Ostseite weitere, kleinere Seitenaltäre mit Gemälden des Eichstätters Johann Chrysostomus Winck. In der nördlichen Seitenkapelle sind auf dem Altarblatt die Heiligen Josef, Antonius von Padua und Franz Xaver dargestellt, in der südlichen Seitenkapelle Christus am Ölberg.
Der Volksaltar und der Ambo wurden im Jahr 2011, etwas verspätet zum 250-jährigen Weihejubiläum der Kirche, von dem Eichstätter Bildhauer Günter Lang geschaffen. Beide sind aus Kalkstein gehauen und setzen modernen, kubistischen Akzent gegenüber der sonst einheitlichen Rokokoausstattung. In den Zelebrationsaltar ist eine Reliquie des heiligen Laurentius eingearbeitet, die wahrscheinlich von Nürnberger Provenienz ist. Sie erinnert an das Patrozinium der alten Berchinger Pfarrkirche St. Lorenz. Die Weihe des Volksaltars nahm am 20. November 2011 der Abt des Klosters Plankstetten, Beda Maria Sonnenberg, vor.

### Kanzel
Die ebenfalls im Rokokostil gehaltene Kanzel auf der Epistelseite wurde um 1760 geschaffen und ist ein Werk des Eichstätter Hofbildhauers Matthias Seybold. Sie ist weiß gefasst und mit Vergoldungen in Rocailleform verziert. Sie wird von den Symbolfiguren der vier Evangelisten getragen. An den Kanten des geschwungenen Kanzelkorbs befinden sich Volutenpilaster. Am Schalldeckel ist auf der Unterseite die Heilig-Geist-Taube zu sehen. Außerdem ist ein gleichseitiges Dreieck in einem Strahlenkranz angebracht, das symbolhaft für die Heilige Dreifaltigkeit steht. Oben schwingen sich Voluten zu einem Podest auf, auf dem ein Posaunenengel mit dem Spruchband „Estote Factores Verbi et non auditores tantatum“ thront.

### Epitaphe
In der Stadtpfarrkirche befinden sich auch einige wertvolle Epitaphien. Das wichtigste ist vorne links im Kirchenschiff angebracht; es ist ein Werk des berühmten Renaissance-Bildhauers Loy Hering, der unter anderem im Eichstätter Dom die Großstatue des heiligen Willibald schuf. Es erinnert an Propst Georg Keller und dessen Gattin Helene Sauerzapf (siehe auch: Epitaph für Georg Keller und seine Gemahlin Helena Sauerzapf). 
Weitere Epitaphien stammen von Lorenz (Laurentius) Raab, einem Berchinger Bildhauer aus dem 18. Jahrhundert. Sie sind unter anderem dem Stadtpfarrer Franz Melchior Bößl und dem Propst Johann Christoph Schrehl gewidmet.

### Übrige Ausstattung
Die Kreuzigungsgruppe auf der Evangelienseite ist wie die Altäre und die Kanzel im Rokokostil gehalten. Sie wurde von dem Berchinger Bildhauer Lorenz Raab geschaffen. Unterhalb der Kanzel befindet sich der Taufstein von 1684. Die kunstvoll geschnitzten Stuhlwangen sind ebenso ein Werk des 18. Jahrhunderts wie die daran angebrachten Zunftstangen, die mit Heiligenfiguren verziert sind und bei Prozessionen mitgetragen wurden. Bemerkenswert ist das original erhaltene Emporengestühl aus dem Jahr 1760, das aus zusammengezimmerten Holzbalken besteht. In früherer Zeit mussten dort die Dienstboten und das einfache Volk Platz nehmen.

### Orgel

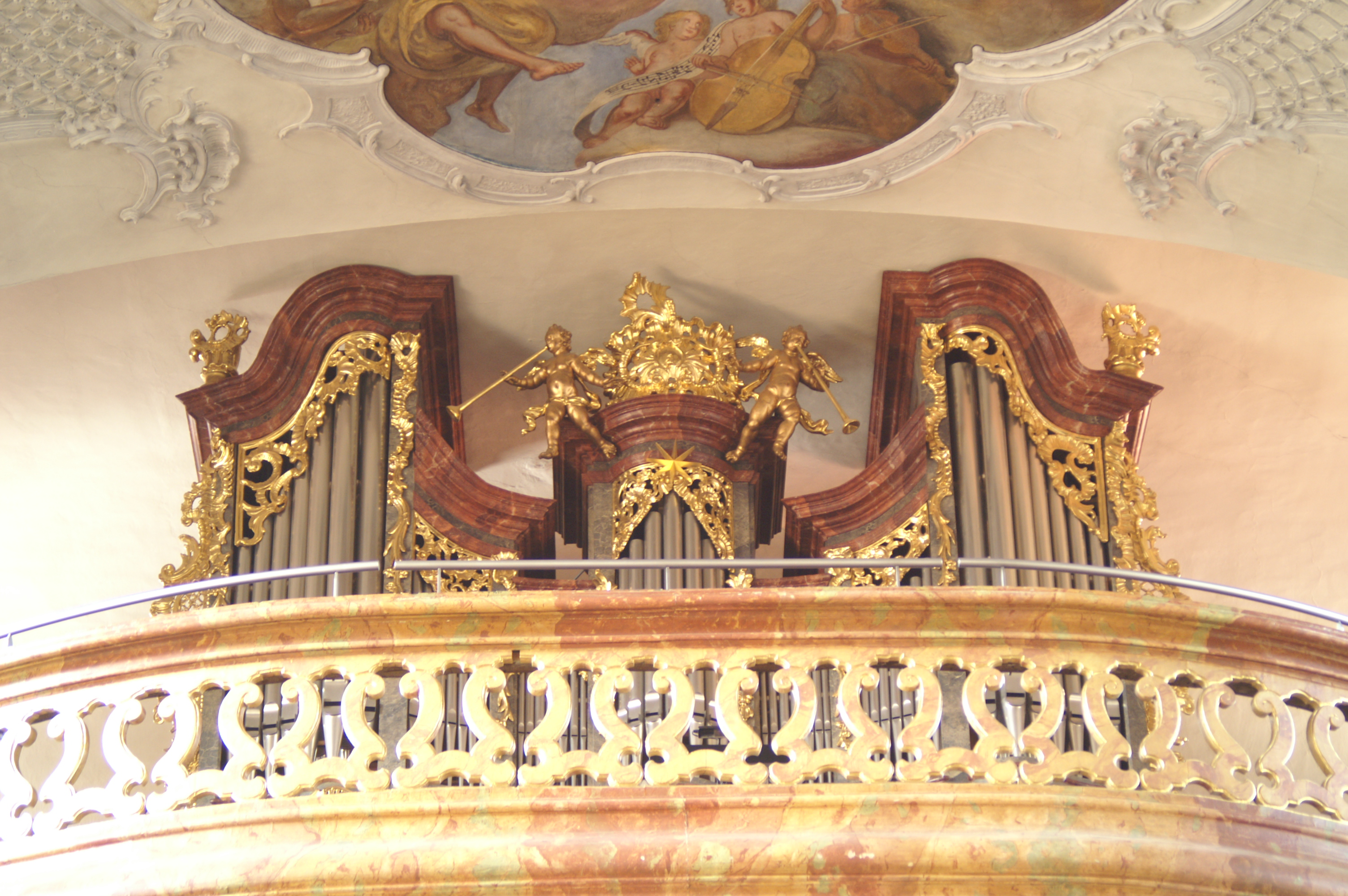
Sandtner-Orgel (1996) in barockem Prospekt (1. Hälfte des 18. Jahrhunderts)

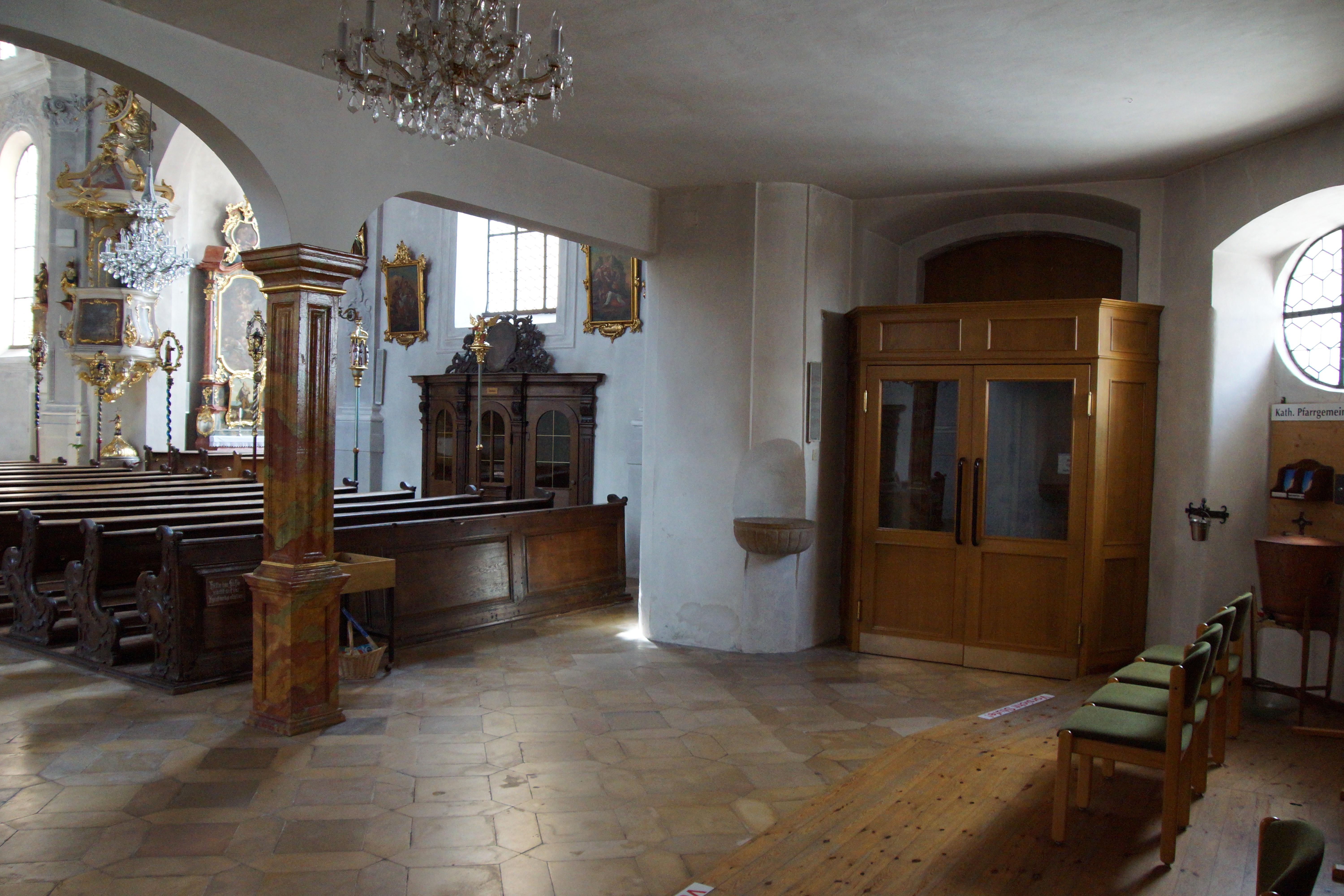
Eingangsbereich der Kirche unterhalb der Orgelempore

Anstelle einer Orgel mit 18 Registern des Nürnbergers Joseph Bittner von 1890, die immer wieder repariert und verbessert worden war, schaffte man 1995/96 ein neues Instrument aus der Werkstatt von Hubert Sandtner in Dillingen an der Donau an. Dieses wurde in den wertvollen Barockprospekt eines unbekannten Meisters aus der ersten Hälfte des 18. Jahrhunderts eingebaut und am 11. Februar 1996 von Gregor Maria Hanke, dem heutigen Eichstätter Bischof, damals Abt des Klosters Plankstetten, geweiht. Aufgrund ihrer Klangvielfalt finden in der Stadtpfarrkirche häufig Konzerte, auch namhafter Organisten, statt. Auch Chöre wie die Regensburger Domspatzen oder der Münchner Frauenchor waren bereits in Mariä Himmelfahrt zu Berching zu Gast. Die Sandtner-Orgel besitzt mechanische Spiel- und Registertrakturen und umfasst insgesamt 29 Register auf zwei Manualen und Pedal. Die Disposition lautet wie folgt:
| II Hauptwerk C–g3 |           |       |
| 1.                | Bourdon   | 16′   |
| 2.                | Principal | 8′    |
| 3.                | Copel     | 8′    |
| 4.                | Gamba     | 8′    |
| 5.                | Octave    | 4′    |
| 6.                | Rohrflöte | 4′    |
| 7.                | Quinte    | 2 ⁄3′ |
| 8.                | Octave    | 2′    |
| 9.                | Mixtur IV | 1 ⁄3′ |
| 10.               | Trompete  | 8′    |
|                   | Tremulant |       |

| I/III Schwellwerk C–g3 |                      |        |
| 11.                    | Flauto               | 8′     |
| 12.                    | Salicional           | 8′     |
| 13.                    | Voix céleste         | 8′     |
| 14.                    | Principal            | 4′     |
| 15.                    | Traversflöte         | 4′     |
| 16.                    | Nasard               | 2 ⁄3′  |
| 17.                    | Waldflöte            | 2′     |
| 18.                    | Terz                 | 1 3⁄5′ |
| 19.                    | Larigot              | 1 ⁄3′  |
| 20.                    | Mixtur IV            | 2′     |
| 21.                    | Trompette harmonique | 8′     |
| 22.                    | Hautbois             | 8′     |
|                        | Tremulant            |        |

| Pedal C–f1 |            |     |
| 23.        | Violon     | 16′ |
| 24.        | Subbaß     | 16′ |
| 25.        | Octavbaß   | 8′  |
| 26.        | Gedecktbaß | 8′  |
| 27.        | Choralbaß  | 4′  |
| 28.        | Posaune    | 16′ |
| 28.        | Trompete   | 8′  |

- Koppeln: II/I, II/P, III/P
- Spielhilfen: 128-fache Setzerkombination inkl. Sequenzer, Mixer mit 999 Kombinationen, Einführung über Hubmagnete in die mechanische Registertraktur (Doppeltraktur), Cymbelstern (2013 eingebaut)

### Glocken
Neben der außergewöhnlichen Orgel verfügt die Berchinger Stadtpfarrkirche auch über ein imposantes, sechsstimmiges Geläut mit der Tonfolge d1-g1-a1-c2-d2-e2 sowie über eine siebte, kleine Glocke, die als Sterbeglocke nur solistisch geläutet wird. Die Glocken sind allesamt aus Bronze gegossen und hängen auf einer Ebene in einem hölzernen Glockenstuhl, wobei die Joche teilweise aus Metall gefertigt sind. Zu den vier historischen Glocken, die beide Weltkriege überdauert haben, kamen im Jahr 1960 drei Glocken von Friedrich Wilhelm Schilling aus Heidelberg hinzu. Zu diesem Ereignis wurde das Geläute auch elektrifiziert. Die Glocken im Einzelnen sind:
| Nr. | Name                                   | Gussjahr          | Gießer                                                     | Gewicht [kg] | Durchmesser [mm] | Schlagton | Läuteanlass                                                  |
| --- | -------------------------------------- | ----------------- | ---------------------------------------------------------- | ------------ | ---------------- | --------- | ------------------------------------------------------------ |
| 1.  | Bruderschaftsglocke (auch Totenglocke) | 1590              | Christoph Glockengießer, Nürnberg                          | 1850         | 1550             | d1        | Tod eines Pfarrangehörigen, im Anschluss an die Sterbeglocke |
| 2.  | Marienglocke („Angst“)                 | 1. Hälfte 14. Jh. | unbezeichnet                                               | 1400         | 1200             | g1        | Wandlung                                                     |
| 3.  | Christusglocke                         | 1960              | Friedrich Wilhelm Schilling, Heidelberg                    | 938          | 1090             | a1        | Angelusläuten                                                |
| 4.  | Jubiläumsglocke                        | 1960              | Friedrich Wilhelm Schilling, Heidelberg                    | 533          | ???              | c2        |                                                              |
| 5.  | Georgsglocke                           | 1960              | Friedrich Wilhelm Schilling, Heidelberg                    | 372          | 800              | d2        |                                                              |
| 6.  | Kleine Glocke                          | um 1500           | Nürnberger Gießhütte; evtl. auch Hans Kanngießer, Berching | ???          | 650              | e2        |                                                              |
| 7.  | Sterbeglocke                           | 1729              | unbezeichnet                                               | 50           | 440              | ???       | Tod eines Pfarrangehörigen                                   |